# 4 villancicos chilenos
4 villancicos chilenos es un EP del cantautor chileno Ángel Parra y la banda Los Norteños. Corresponde al primer EP oficial del cantautor, cuando este tenía apenas 15 años de edad, y fue lanzado originalmente en Chile en 1958.

## Lista de canciones
| Ángel Parra & Los Norteños: "4 villancicos chilenos" |                                                  |                     |          |  |
| N.º                                                  | Título                                           | Música              | Duración |  |
| 1.                                                   | «El manuelito chileno»                           | Ángel Parra         |          |  |
| 2.                                                   | «En un pesebre botado»                           | tradicional chilena |          |  |
| 3.                                                   | «Señora doña Maria» (o «Yo me vine de Coihueco») | tradicional chilena |          |  |
| 4.                                                   | «Del norte vengo, Maruca»                        | Ángel Parra         |          |  |